# Bertrandon de la Broquière
Bertrandon de la Broquière (1400 körül – Lille, 1459. május 9.) burgundi utazó, diplomata, kém.

## Élete
1432–1433-ban tett nagyobb utazást. Tengeri úton ment a Szentföldre, majd onnét a szárazföldi úton, Kis-Ázsián, a Balkán-félszigeten keresztül, Magyarországon is elidőzve haladt vissza Burgundiába. Jó Fülöp könyvtárában, több más burgundi diplomata-útleíró művei mellett elsődleges olvasója a burgundi udvar volt.
Útleírásának Magyarországra vonatkozó adatait többen (például Domanovszky Sándor, Herman Ottó, Wertner Mór) felhasználták a magyar középkor természeti, történelmi és néprajzi vonatkozásaiban. Megjegyzései a városokról, a magyarok borkultúrájáról, kocsihasználatáról, a székely lovakról értékes adalékul szolgálnak a Zsigmond kor viszonyainak leírásához. Általa is dokumentálható a százéves háború okozta francia betelepítés.

## Művének közlései
- Charles Schefer (ed.): Le Voyage d’Outremer de Bertrandon de la Broquière premier écuyer tranchant et conseiller de Philippe le Bon, duc de Bourgogne (1432–1433). Recueil de voyages et de documents pour servir à l’histoire de la géographie depuis le XIIIe siècle jusqu'à la fin du XVIe siècle, vol. 12. Paris.
- Jaroslav Svátek a kol. 2016: Zámořská cesta - Burgundský zvěd 15. století v muslimských zemí Bertrandon de la Broquiere. (cseh nyelven)